# Karl Leopold af Mecklenburg-Schwerin
Karl Leopold (26. november 1678 – 28. november 1747) var regerende hertug af Mecklenburg-Schwerin fra 1713 til sin død i 1747.
Han var søn af Hertug Frederik af Mecklenburg-Grabow og blev hertug, da hans storebroder Hertug Frederik Vilhelm døde i 1713.

## Eksterne links
- Wikimedia Commons har flere filer relateret til Karl Leopold af Mecklenburg-Schwerin